# Liste der Kardinalskreierungen Benedikts V.
Papst Benedikt V. (964) kreierte insgesamt 4 Kardinäle.

## 964
- Johannes – Bischof von Narni, Kardinalpriester einer unbekannten Titelkirche; † 972
- Johannes – Kardinalpriester von Santi XII Apostoli; † vor 993

## 965
- Bonifatius – Kardinaldiakon; † nach 965
- Januarius – Kardinalpriester von Santa Cecilia; † vor 1012